# Ласпі (Севастополь)
Ла́спі (крим. Laspi) — віддалена частина міста Севастополя, в Балаклавському районі. Знаходиться в улоговині Ласпінської бухти, у невеликій долині схилу Байдарської яйли.
З 7 вересня 2023 року місцевість передана до Бахчисарайського району Автономної Республіки Крим, однак, вона досі не має статусу окремого населеного пункту.

## Історія
Згадка про перші грецькі поселення тут датується VIII століттям.
У XIII-XIV століттях селище входило до складу князівства Феодоро.
Після завоювання Османської князівства імперією в 1475 році, село було включено в Мангупський кадилик Кефінського санджаку. Поселення вперше в історичних документах зустрічається в османських податкових відомостях 1634, згідно з якими в селищі було 8 дворів немусульман.
Після здобуття Кримським ханством незалежності в 1774 році, селище було включено до складу Бакчі-сарайського каймаканства Мангупського кадилика ханства. Майже в той же час, в 1778 році християнське населення Криму було виселене росією в Приазов'я: з Ласпі виїхало 128 греків і поселення припинило своє існування на тривалий час.
У списку населених пунктів Кримської АРСР по Всесоюзному перепису 17 грудня 1926 року згадується хутір Ласпі Мухалатської сільради Ялтинського району, в якому налічувалося 5 дворів із населенням у 13 осіб різних національностей.
У післявоєнний період Ласпі вже не вважається населеним пунктом і його територію було передано 1951 року Орлинівській сільраді.
Для відпочинку трудящих на узбережжі Ласпі було збудовано цілорічний дитячий оздоровчий центр, кілька пансіонатів, баз відпочинку та дитячих таборів, які належали промисловим підприємствам Севастополя, Криму, Української РСР, а також Чорноморському флоту СРСР.
Завдяки тому, що до 1970-х років дістатися до бухти Ласпі було можливо тільки пішим ходом, тут добре збереглася дика природа.
2014 року після анексії Криму РФ окупаційна влада почала вважати населений пункт як село.